# Dacnusa delphinii
Dacnusa delphinii är en stekelart som beskrevs av Griffiths 1967. Dacnusa delphinii ingår i släktet Dacnusa och familjen bracksteklar. Inga underarter finns listade i Catalogue of Life.